# Intel 8044
Intel 8044 je osmibitový jednočipový mikropočítač firmy Intel uvedený na trh v roce 1980.
Základní vlastnosti:
- Vnitřní paměť dat RAM 128 bajtů
- Programová vnitřní paměť 4 KiB
- Taktovací frekvence 12 MHz
- Obsahoval 2 čítače/časovače
- 32 I/O portů (čtyři 8bitové)
- Součástí i high-speed UART jednotka